# Campeonato Italiano de Futebol – Série B
A Segunda Divisão do Campeonato Italiano de Futebol ou Série B do Campeonato Italiano de Futebol — Serie B (pronúncia italiana: [ˈsɛːrje ˈbi]) como é conhecida na Itália — é a competição que ocupa o segundo nível no sistema de ligas do futebol  italiano, abaixo apenas da Serie A. O campeonato é oficialmente conhecido desde a temporada de 2018–19 como Serie BKT, por conta do patrocínio da Balkrishna Industries, empresa indiana do ramo de fabricação de pneus. A liga, que é atualmente administrada e organizada pela Lega B, é composta por 20 clubes desde a temporada de 2019–20. A cada temporada, 3 times são promovidos à Serie A, e 4 caem para a Serie C.

## Regulamento e formato
A partir da temporada de 2019–20, o número de participantes foi aumentado de 19 para 20 clubes. O sistema adotado é o de pontos corridos em dois turnos, o mesmo formato da Série A. Ao término de cada temporada (turno e returno), os dois primeiros clubes na classificação serão diretamente promovidos à Série A, por outro lado, os três clubes com as piores campanhas serão automaticamente rebaixados para a Série C. Os clubes classificados da 3.ª até a 8.ª posição disputam uma série de play-offs (repescagem) com partidas de ida e volta para decidir quem fica com a 3ª vaga na Série A. Enquanto isso, os clubes da décima sexta e décima sétima posição se enfrentarão em um play-out (repescagem) com partidas de ida e volta para decidir quem permanecerá na divisão e quem será rebaixado.

## Clubes

### Membros na temporada de 2020–21
| Clube               | Cidade            | Região             | Estádio (mando)                     | Temporada anterior  |
| ------------------- | ----------------- | ------------------ | ----------------------------------- | ------------------- |
| Ascoli              | Ascoli Piceno     | Marcas             | Cino e Lillo Del Duca               | 14.º na Serie B     |
| Brescia             | Bréscia           | Lombardia          | Mario Rigamonti                     | 19.º na Serie A     |
| Chievo              | Verona            | Vêneto             | Marcantonio Bentegodi               | 6.º na Serie B      |
| Cittadella          | Cittadella        | Vêneto             | Pier Cesare Tombolato               | 5.º na Serie B      |
| Cosenza             | Cosença           | Calábria           | Gigi Marulla – San Vito             | 15.º na Serie B     |
| Cremonese           | Cremona           | Lombardia          | Giovanni Zini                       | 12.º na Serie B     |
| Empoli              | Empoli            | Toscana            | Carlo Castellani                    | 7.º na Serie B      |
| Frosinone           | Frosinone         | Lácio              | Benito Stirpe                       | 8.º na Serie B      |
| Lecce               | Lecce             | Apúlia             | Via del Mare                        | 18.º na Serie A     |
| L.R. Vicenza Virtus | Vicenza           | Vêneto             | Romeo Menti                         | 1.º da Série C (B)  |
| Monza               | Monza             | Lombardia          | U-Power Stadium                     | 1.º da Série C (A)  |
| Pescara             | Pescara           | Abruzos            | Adriatico – Giovanni Cornacchia     | 17.º na Serie B     |
| Pisa                | Pisa              | Toscana            | Arena Garibaldi – Romeo Anconetani  | 9.º na Serie B      |
| Pordenone           | Pordenone         | Friul-Veneza Júlia | Guido Teghil (Lignano Sabbiadoro)   | 4.º na Serie B      |
| Reggiana            | Régio da Emília   | Emília-Romanha     | Mapei Stadium – Città del Tricolore | Play-off da Série C |
| Reggina             | Régio da Calábria | Calábria           | Oreste Granillo                     | 1.º da Série C (C)  |
| Salernitana         | Salerno           | Campânia           | Arechi                              | 10.º na Serie B     |
| SPAL                | Ferrara           | Emília-Romanha     | Paolo Mazza                         | 20.º na Serie A     |
| Venezia             | Veneza            | Vêneto             | Pier Luigi Penzo                    | 11.º na Serie B     |
| Virtus Entella      | Chiavari          | Ligúria            | Comunale di Chiavari                | 13.º na Serie B     |

## Campeões
| Temporada | Campeão  | Outros promovidos                                                                       |
| --------- | -------- | --------------------------------------------------------------------------------------- |
| 1926–27   | Novara   | Pro Patria, Reggiana, Lazio                                                             |
| 1927–28   | Atalanta | Pistoiese, Bari, Biellese (it), Venezia, Fiumana, Triestina, Legnano, Prato, Fiorentina |
| 1928–29   | Spezia   | –                                                                                       |

| Temporada | Campeão           | Vice-campeão      | Terceiro lugar      | Outros promovidos             |
| --------- | ----------------- | ----------------- | ------------------- | ----------------------------- |
| 1929–30   | Casale            | Legnano           | (La Dominante)      | –                             |
| 1930–31   | Fiorentina        | Bari              | (Palermo)           | –                             |
| 1931–32   | Palermo           | Padova            | (Verona)            | –                             |
| 1932–33   | Livorno           | Brescia           | (Modena)            | –                             |
| 1933–34   | Sampierdarenese   | (Bari)            | (Modena)            | –                             |
| 1934–35   | Genova 1893       | Bari              | –                   | –                             |
| 1935–36   | Lucchese          | Novara            | (Livorno)           | –                             |
| 1936–37   | Livorno           | Atalanta          | (Modena)            | –                             |
| 1937–38   | Modena            | Novara            | (Alessandria)       | –                             |
| 1938–39   | Fiorentina        | Venezia           | (Atalanta)          | –                             |
| 1939–40   | Atalanta          | Livorno           | (Lucchese)          | –                             |
| 1940–41   | Liguria           | Modena            | (Brescia)           | –                             |
| 1941–42   | Bari              | Vicenza           | (Pescara)           | –                             |
| 1942–43   | Modena            | Brescia           | (Napoli)            | –                             |
| 1945–46   | Alessandria       | (Pro Patria)      | (Vigevano (it))     | Napoli                        |
|           | Campeão do Norte  | Campeão do Centro | Campeão do Sul      |                               |
| 1946–47   | Pro Patria        | Lucchese          | Salernitana         | –                             |
| 1947–48   | Novara            | Padova            | Palermo             | –                             |
|           | Campeão           | Vice-campeão      | Terceiro lugar      |                               |
| 1948–49   | Como              | Venezia           | (Vicenza)           | –                             |
| 1949–50   | Napoli            | Udinese           | (Legnano)           | –                             |
| 1950–51   | SPAL              | Legnano           | (Modena)            | –                             |
| 1951–52   | Roma              | (Brescia)         | (Messina)           | –                             |
| 1952–53   | Genoa             | Legnano           | (Catania)           | –                             |
| 1953–54   | Catania           | Pro Patria        | (Cagliari)          | –                             |
| 1954–55   | Lanerossi Vicenza | Padova            | (Modena)            | –                             |
| 1955–56   | Udinese           | Palermo           | (Como)              | –                             |
| 1956–57   | Verona            | Alessandria       | (Brescia)           | –                             |
| 1957–58   | Triestina         | Bari              | (Venezia)           | –                             |
| 1958–59   | Atalanta          | Palermo           | (Lecco)             | –                             |
| 1959–60   | Torino            | Lecco             | Catania             | –                             |
| 1960–61   | Venezia           | Ozo Mantova       | Palermo             | –                             |
| 1961–62   | Genoa             | Napoli            | Modena              | –                             |
| 1962–63   | Messina           | Bari              | Lazio               | –                             |
| 1963–64   | Varese            | Cagliari          | Foggia              | –                             |
| 1964–65   | Brescia           | Napoli            | SPAL                | –                             |
| 1965–66   | Venezia           | Lecco             | Mantova             | –                             |
| 1966–67   | Sampdoria         | Varese            | (Catanzaro)         | –                             |
| 1967–68   | Palermo           | Verona            | Pisa                | –                             |
| 1968–69   | Lazio             | Brescia           | Bari                | –                             |
| 1969–70   | Varese            | Foggia            | Catania             | –                             |
| 1970–71   | Mantova           | Atalanta          | Catanzaro           | –                             |
| 1971–72   | Ternana           | Lazio             | Palermo             | –                             |
| 1972–73   | Genoa             | Cesena            | Foggia              | –                             |
| 1973–74   | Varese            | Ascoli            | Ternana             | –                             |
| 1974–75   | Perugia           | Como              | Verona              | –                             |
| 1975–76   | Genoa             | Catanzaro         | Foggia              | –                             |
| 1976–77   | Lanerossi Vicenza | Atalanta          | Pescara             | –                             |
| 1977–78   | Ascoli            | Catanzaro         | Avellino            | –                             |
| 1978–79   | Udinese           | Cagliari          | Pescara             | –                             |
| 1979–80   | Como              | Pistoiese         | Brescia             | –                             |
| 1980–81   | Milan             | Genoa             | Cesena              | –                             |
| 1981–82   | Verona            | Pisa              | Sampdoria           | –                             |
| 1982–83   | Milan             | Lazio             | Catania             | –                             |
| 1983–84   | Atalanta          | Como              | Cremonese           | –                             |
| 1984–85   | Pisa              | Lecce             | Bari                | –                             |
| 1985–86   | Ascoli            | Brescia           | (Lanerossi Vicenza) | Empoli                        |
| 1986–87   | Pescara           | Pisa              | Cesena              | –                             |
| 1987–88   | Bologna           | Lecce             | Lazio               | Atalanta                      |
| 1988–89   | Genoa             | Bari              | Udinese             | Cremonese                     |
| 1989–90   | Torino            | Pisa              | Cagliari            | Parma                         |
| 1990–91   | Foggia            | Verona            | Cremonese           | Ascoli                        |
| 1991–92   | Brescia           | Pescara           | Ancona              | Udinese                       |
| 1992–93   | Reggiana          | Cremonese         | Piacenza            | Lecce                         |
| 1993–94   | Fiorentina        | Bari              | Brescia             | Padova                        |
| 1994–95   | Piacenza          | Udinese           | Vicenza             | Atalanta                      |
| 1995–96   | Bologna           | Verona            | Perugia             | Reggiana                      |
| 1996–97   | Brescia           | Empoli            | Lecce               | Bari                          |
| 1997–98   | Salernitana       | Venezia           | Cagliari            | Perugia                       |
| 1998–99   | Verona            | Torino            | Reggina             | Lecce                         |
| 1999–00   | Vicenza           | Atalanta          | Brescia             | Napoli                        |
| 2000–01   | Torino            | Piacenza          | Chievo              | Venezia                       |
| 2001–02   | Como              | Modena            | Reggina             | Empoli                        |
| 2002–03   | Siena             | Sampdoria         | Lecce               | Ancona                        |
| 2003–04   | Palermo           | Cagliari          | Livorno             | Messina, Atalanta, Fiorentina |
| 2004–05   | Empoli            | (Torino)          | (Perugia)           | Treviso, Ascoli               |
| 2005–06   | Atalanta          | Catania           | Torino              | –                             |
| 2006–07   | Juventus          | Napoli            | Genoa               | –                             |
| 2007–08   | Chievo            | Bologna           | Lecce               | –                             |
| 2008–09   | Bari              | Parma             | Livorno             | –                             |
| 2009–10   | Lecce             | Cesena            | Brescia             | –                             |
| 2010–11   | Atalanta          | Siena             | Novara              | –                             |
| 2011–12   | Pescara           | Torino            | (Sassuolo)          | Sampdoria                     |
| 2012–13   | Sassuolo          | Verona            | Livorno             | –                             |
| 2013–14   | Palermo           | Empoli            | (Latina)            | Cesena                        |
| 2014–15   | Carpi             | Frosinone         | (Vicenza)           | Bologna                       |
| 2015–16   | Cagliari          | Crotone           | (Trapani)           | Pescara                       |
| 2016–17   | SPAL              | Hellas Verona     | (Frosinone)         | Benevento                     |
| 2017–18   | Empoli            | Parma             | Frosinone           | –                             |
| 2018–19   | Brescia           | Lecce             | (Benevento)         | Hellas Verona                 |
| 2019–20   | Benevento         | Crotone           | Spezia              |                               |
| 2020–21   | Empoli            | Salernitana       | Monza               | Venezia                       |
| 2021–22   | Lecce             | Cremonese         | Pisa                |                               |
| 2022–23   | Frosinone         | Genoa             | Bari                | Cagliari                      |
| 2023–24   | Parma             | Como              | Venezia             |                               |

### Títulos por clube
- Atualizado até a temporada de 2023–24.

| Clube           | Campeão | Vice-campeão | Ano(s) do(s) título(s)             |
| --------------- | ------- | ------------ | ---------------------------------- |
| Atalanta        | 6       | 3            | 1928, 1940, 1959, 1984, 2006, 2011 |
| Genoa           | 6       | 2            | 1935, 1953, 1962, 1973, 1976, 1989 |
| Palermo         | 5       | 2            | 1932, 1948, 1968, 2004, 2014       |
| Bari            | 4       | 6            | 1935, 1942, 1946, 2009             |
| Brescia         | 4       | 6            | 1965, 1992, 1997, 2019             |
| Novara          | 3       | 3            | 1927, 1938, 1948                   |
| Fiorentina      | 3       | –            | 1931, 1939, 1994                   |
| Como            | 3       | 3            | 1949, 1980, 2002                   |
| Vicenza         | 3       | 1            | 1955, 1977, 2000                   |
| Hellas Verona   | 3       | 5            | 1957, 1982, 1999                   |
| Torino          | 3       | 2            | 1960, 1990, 2001                   |
| Varese          | 3       | 1            | 1964, 1970, 1974                   |
| Empoli          | 3       | 1            | 2005, 2018, 2021                   |
| Livorno         | 2       | 1            | 1933, 1937                         |
| Lucchese        | 2       | –            | 1936, 1947                         |
| Napoli          | 2       | 3            | 1946, 1950                         |
| Salernitana     | 2       | 1            | 1947, 1998                         |
| SPAL            | 2       | –            | 1951, 2017                         |
| Udinese         | 2       | 2            | 1956, 1979                         |
| Venezia         | 2       | 3            | 1961, 1966                         |
| Ascoli          | 2       | 1            | 1978, 1986                         |
| Milan           | 2       | –            | 1981, 1983                         |
| Bologna         | 2       | 1            | 1988, 1996                         |
| Pescara         | 2       | 2            | 1987, 2012                         |
| Lecce           | 2       | 2            | 2010, 2022                         |
| Sassuolo        | 2       | –            | 2013, 2025                         |
| Spezia          | 1       | –            | 1929                               |
| Casale          | 1       | –            | 1930                               |
| Sampierdarenese | 1       | –            | 1934                               |
| Liguria         | 1       | –            | 1941                               |
| Modena          | 1       | 4            | 1943                               |
| Alessandria     | 1       | 1            | 1946                               |
| Pro Patria      | 1       | 2            | 1947                               |
| Padova          | 1       | 3            | 1948                               |
| Roma            | 1       | –            | 1952                               |
| Catania         | 1       | 1            | 1954                               |
| Triestina       | 1       | –            | 1958                               |
| Messina         | 1       | –            | 1963                               |
| Sampdoria       | 1       | 1            | 1967                               |
| Lazio           | 1       | 2            | 1969                               |
| Mantova         | 1       | 1            | 1971                               |
| Ternana         | 1       | 1            | 1972                               |
| Perugia         | 1       | 2            | 1975                               |
| Pisa            | 1       | 4            | 1985                               |
| Foggia          | 1       | 1            | 1991                               |
| Reggiana        | 1       | 1            | 1993                               |
| Piacenza        | 1       | 1            | 1995                               |
| Siena           | 1       | 1            | 2003                               |
| Juventus        | 1       | –            | 2007                               |
| Chievo          | 1       | –            | 2008                               |
| Carpi           | 1       | –            | 2015                               |
| Cagliari        | 1       | 3            | 2016                               |
| Benevento       | 1       | –            | 2020                               |
| Frosinone       | 1       | 1            | 2023                               |
| Parma           | 1       | 2            | 2024                               |
| Legnano         | –       | 4            | –                                  |
| Catanzaro       | –       | 2            | –                                  |
| Cesena          | –       | 2            | –                                  |
| Crotone         | –       | 2            | –                                  |
| Lecco           | –       | 2            | –                                  |
| Cremonese       | –       | 2            | –                                  |
| Pistoiese       | –       | 1            | –                                  |
| Treviso         | –       | 1            | –                                  |

### Títulos pro região
- Atualizado até a temporada de 2023–24.

| Região             | Título(s) | Clube(s) campeão(ões)                                                                             |
| ------------------ | --------- | ------------------------------------------------------------------------------------------------- |
| Lombardia          | 20        | Atalanta (6), Brescia (4), Como (3), Varese (3), Milan (2), Mantova (1), Pro Patria (1)           |
| Toscana            | 12        | Fiorentina (3), Empoli (3), Livorno (2), Lucchese (2), Pisa (1), Siena (1)                        |
| Vêneto             | 10        | Verona (3), Vicenza (3), Venezia (2), Chievo (1), Padova (1)                                      |
| Emília-Romanha     | 10        | Bologna (2), SPAL (2), Carpi (1), Modena (1), Piacenza (1), Reggiana (1), Sassuolo (2), Parma (1) |
| Ligúria            | 9         | Genoa (6), Liguria (1), Sampdoria (1), Sampierdarenese (1), Spezia (1)                            |
| Piemonte           | 8         | Torino (3), Novara (3), Alessandria (1), Casale (1), Juventus (1)                                 |
| Sicília            | 7         | Palermo (5), Catania (1), Messina (1)                                                             |
| Apúlia             | 7         | Bari (4), Lecce (2), Foggia (1)                                                                   |
| Campânia           | 5         | Salernitana (2), Napoli (2), Benevento (1)                                                        |
| Friul-Veneza Júlia | 3         | Udinese (2), Triestina (1)                                                                        |
| Lácio              | 3         | Lazio (1), Roma (1), Frosinone (1)                                                                |
| Abruzos            | 2         | Pescara (2)                                                                                       |
| Marcas             | 2         | Ascoli (2)                                                                                        |
| Úmbria             | 2         | Perugia (1), Ternana (1)                                                                          |
| Sardenha           | 1         | Cagliari (1)                                                                                      |

### Títulos por cidade
- Atualizado até a temporada de 2023–24.

| Cidade            | Título(s) | Clube(s) campeão(ões)                                      |
| ----------------- | --------- | ---------------------------------------------------------- |
| Gênova            | 9         | Genoa (6), Liguria (1), Sampdoria (1), Sampierdarenese (1) |
| Bérgamo           | 6         | Atalanta (6)                                               |
| Palermo           | 5         | Palermo (5)                                                |
| Turim             | 4         | Torino (3), Juventus (1)                                   |
| Verona            | 4         | Verona (3), Chievo (1)                                     |
| Bari              | 4         | Bari (4)                                                   |
| Bréscia           | 4         | Brescia (4)                                                |
| Como              | 3         | Como (3)                                                   |
| Florença          | 3         | Fiorentina (3)                                             |
| Varese            | 3         | Varese (3)                                                 |
| Vicenza           | 3         | Vicenza (3)                                                |
| Novara            | 3         | Novara (3)                                                 |
| Empoli            | 3         | Empoli (3)                                                 |
| Ascoli Piceno     | 2         | Ascoli (2)                                                 |
| Bolonha           | 2         | Bologna (2)                                                |
| Ferrara           | 2         | SPAL (2)                                                   |
| Livorno           | 2         | Livorno (2)                                                |
| Luca              | 2         | Lucchese (2)                                               |
| Milão             | 2         | Milan (2)                                                  |
| Nápoles           | 2         | Napoli (2)                                                 |
| Pescara           | 2         | Pescara (2)                                                |
| Roma              | 2         | Lazio (1), Roma (1)                                        |
| Salerno           | 2         | Salernitana (2)                                            |
| Údine             | 2         | Udinese (2)                                                |
| Veneza            | 2         | Venezia (2)                                                |
| Lecce             | 2         | Lecce (2)                                                  |
| Alexandria        | 1         | Alessandria (1)                                            |
| Benevento         | 1         | Benevento (1)                                              |
| Busto Arsizio     | 1         | Pro Patria (1)                                             |
| Cagliari          | 1         | Cagliari (1)                                               |
| Carpi             | 1         | Carpi (1)                                                  |
| Casale Monferrato | 1         | Casale (1)                                                 |
| Catânia           | 1         | Catania (1)                                                |
| Foggia            | 1         | Foggia (1)                                                 |
| La Spezia         | 1         | Spezia (1)                                                 |
| Mântua            | 1         | Mantova (1)                                                |
| Messina           | 1         | Messina (1)                                                |
| Módena            | 1         | Modena (1)                                                 |
| Pádua             | 1         | Padova (1)                                                 |
| Perúgia           | 1         | Perugia (1)                                                |
| Placência         | 1         | Piacenza (1)                                               |
| Pisa              | 1         | Pisa (1)                                                   |
| Régio da Emília   | 1         | Reggiana (1)                                               |
| Sassuolo          | 1         | Sassuolo (1)                                               |
| Siena             | 1         | Siena (1)                                                  |
| Terni             | 1         | Ternana (1)                                                |
| Trieste           | 1         | Triestina (1)                                              |
| Frosinone         | 1         | Frosinone (1)                                              |
| Parma             | 1         | Parma (1)                                                  |

### Promoções por região
- Atualizado até a temporada de 2023–24.

| Região             | Promoções | Clubes promovidos (256) |
| ------------------ | --------- | --- |
| Lombardia          | 51        | Atalanta (12), Brescia (12), Como (6), Cremonese (5), Varese (4), Legnano (3), Mantova (3), Lecco (2), Milan (2), Pro Patria (2) |
| Vêneto             | 30        | Verona (10), Venezia (8), Vicenza (5), Padova (4), Chievo (2), Treviso (1)                                                       |
| Emília-Romanha     | 28        | Modena (5), Cesena (5), Bologna (4), Parma (4), Piacenza (3), SPAL (3), Reggiana (2), Carpi (1), Sassuolo (1)                    |
| Toscana            | 27        | Empoli (7), Livorno (6), Pisa (5), Fiorentina (4), Lucchese (2), Siena (2), Pistoiese (1)                                        |
| Apúlia             | 28        | Bari (12), Lecce (11), Foggia (5)                                                                                                |
| Sicília            | 16        | Palermo (9), Catania (5), Messina (2)                                                                                            |
| Ligúria            | 15        | Genoa (8), Sampdoria/Liguria/Sampierdarenese (6), Spezia (1)                                                                     |
| Piemonte           | 14        | Torino (6), Novara (4), Alessandria (2), Casale (1), Juventus (1)                                                                |
| Campânia           | 11        | Napoli (5), Salernitana (3), Benevento (2), Avellino (1)                                                                         |
| Lácio              | 9         | Lazio (5), Frosinone (3), Roma (1)                                                                                               |
| Calábria           | 7         | Catanzaro (3), Reggina (2), Crotone (2)                                                                                          |
| Friul-Veneza Júlia | 7         | Udinese (6), Triestina (1) |
| Marcas             | 7         | Ascoli (5), Ancona (it) (2) |
| Abruzos            | 6         | Pescara (6) |
| Sardenha           | 7         | Cagliari (7) |
| Úmbria             | 5         | Perugia (3), Ternana (2) |